# 懷茨敦 (紐約州)
懷茨敦（英語：Whitestown）是一個位於美國紐約州奧奈達縣的鎮。

## 人口
根據2020年美國人口普查的數據，懷茨敦的面積為70.76平方千米，皆為陸地。當地共有人口18118人，而人口密度為每平方千米256人。